# Nämndemansgården, Ven
Tuna Nämndemansgård är belägen på sydöstra Ven och har ända sedan byggnadstiden tillhört samma släkt.
De äldsta byggnaderna i den fyrlängade gården härrör från 1790-talet, medan övriga byggnader har tillkommit efterhand. Norra och västra ekonomilängorna, varav den förra ursprungligen inrymde bostadsdelen, har putsade och vitkalkade väggar samt halmtak. Mangårdsbyggnaden, som avslutar anläggningen i öster, är byggd 1855 och är liksom den södra ekonomilängan uppförd i tegel och försedd med halmtak. Byggnaderna är i allt väsentligt oförändrade sedan 1855. Gården är fyrlängad med byggnader från olika perioder. Portlängan tillkom 1825 och själva boningshuset 1855.
Nämndemansgården är öns äldsta bevarade profana byggnadsmiljö. Den tillkom sedan man 1792 avstyckat hemmanet Tuna nr 11 från Tuna by. Den förste ägaren av gården var Otto Tauson på Uranienborgs kungsgård. Han använde gården som arrendegård. I dag är den Hvens hembygdsgård. 
Under slutet av 1800-talet och början av 1900-talet ägdes gården av Nils Peter Bengtsson. Kung Oscar II kom vid denna tid till Ven för sina årliga harjakter. Ofta åtföljdes han av utländska kungligheter. En gång var tsaren hans gäst. Jaktlaget använde vid dessa tillfällen Nämndemansgården till jaktstuga där det som stående rätt vankades ärtor med fläsk, korv och varm punsch med våfflor, grädde och sylt som efterrätt.
Ernst Bengtsson blev ny ägare efter sin far på 1920-talet. Han var nämndeman vid Rönneberga, Onsjö och Harjagers domsaga vilket gav gården dess nuvarande namn. Sedan 8 juni 1976 är Nämndemansgården byggnadsminne.